# Isabella Rossellini
Isabella Fiorella Elettra Rossellini Giovanna (sinh ngày 18 tháng 06 năm 1952 tại Roma) là một tài tử điện ảnh, nhà làm phim, tác giả, nhà từ thiện, và người mẫu Mỹ gốc Ý-Thụy Điển.

## Lịch sử
Isabella Rossellini là con minh tinh Thụy Điển Ingrid Bergman và đạo diễn Ý Roberto Rossellini. Bà bắt đầu nổi danh qua phim Blue Velvet (1986, đề cử 1 giải Oscar, 2 giải Quả cầu vàng) và Death Becomes Her (1992, doanh thu 149 triệu USD, giành 1 giải Oscar, 1 giải BAFTA), giành giải Tinh thần độc lập tại Liên hoan phim Berlin năm 1998 qua phim Lost Luggage...

## Sự nghiệp

### Điện ảnh
- A Matter of Time (1976)
- Il Prato (The Meadow)
- Il Pap'occhio (1980)
- White Nights (1985) Darya Greenwood
- Blue Velvet (1986) Dorothy Vallens
- Oci Ciornie (1987)
- Tough Guys Don't Dance (1987) Madeleine Regency
- Siesta (1987) Marie
- Zelly and Me (1988)
- Cousins (1989)
- Red Riding Hood (1989) Lady Jean
- Wild at Heart (1990)
- Dames Galantes (1990)
- Caccia Alla Vedova (1991)
- Lies of the Twins (1991)
- Death Becomes Her (1992) Lisle von Rhoman
- The Pickle (1993)
- The Innocent (1993)
- Fearless (1993) Laura Klein
- Wyatt Earp (1994)
- Immortal Beloved (1994)
- Croce e delizia (1995)
- Big Night (1996)
- The Funeral (1996)
- The Odyssey (1997)
- Left Luggage (1998)
- The Impostors (1998)
- Merlin (1998)
- Il Cielo cade (2000)
- Empire (2002)
- Roger Dodger (2002)
- The Tulse Luper Suitcases, Part 1: The Moab Story (2003)
- The Saddest Music in the World (2003)
- The Tulse Luper Suitcases, Part 2: Vaux to the Sea (2004)
- King of the Corner (2004)
- Heights (2004)
- La Fiesta Del Chivo (2005)
- My Dad is 100 Years Old (2005)
- The Architect (2006)
- Infamous (2006)
- Infected (2006)
- Oh La La (2006)
- The Last Jews of Libya (2007)
- The Accidental Husband (2008)
- Green Porno (2008)[1]
- Two Lovers (2009)
- My Dog Tulip (2009)
- The Solitude of Prime Numbers (2010)
- Keyhole (2011)
- Chicken with Plums (2011)
- Silent Life[2] (2016)
- Conclave (2024)

### Truyền hình
- The Tracey Ullman Show (3 episodes, 1989–1990)
- Ivory Hunters (1990)
- Lies Of the Twins (1991)
- Fallen Angels" (1 episode, 1993)
- The Gift (1994)
- Tales from the Crypt (1 episode, 1995)
- Friends (1 episode, 1996)As herself
- Crime of the Century (1996)
- Chicago Hope (2 episodes, 1997)
- The Odyssey (1997)
- Merlin (1997)
- The Simpsons (1 episode, in 'Mom and Pop Art' 1999)
- Don Quixote (2000)
- Napoleon (2002)
- Monte Walsh (2003)
- Earthsea (2004)
- Alias (5 episodes, 2004–2005)
- Filthy Gorgeous (2006)
- Discovery Atlas: Italy Revealed (2006)
- Iconoclasts (2006)
- 30 Rock (2 episodes, 2007)
- Green Porno (Sundance Channel)-18 episodes (2008–2009)
- The Phantom (2009)

### Sân khấu
- The Stendhal Syndrome (2004) (off-Broadway)